# Bidankoze
Bidankoze (cooficialment en castellà Vidángoz) és un municipi de Navarra, a la comarca de Roncal-Salazar, dins la merindad de Sangüesa. Limita al nord amb Uztarroze, al sud amb Burgi, a l'est amb Erronkari i a l'oest amb Galoze, Gorza, Sartze, Ezpartza-Zaraitzu, Orontze i Ezkaroze.

## Demografia
| Evolució demogràfica                                 | Evolució demogràfica | Evolució demogràfica | Evolució demogràfica | Evolució demogràfica | Evolució demogràfica | Evolució demogràfica | Evolució demogràfica | Evolució demogràfica | Evolució demogràfica | Evolució demogràfica |
| 1996                                                 | 1998                 | 1999                 | 2000                 | 2001                 | 2002                 | 2003                 | 2004                 | 2005                 | 2006                 | 2007                 |
| ---------------------------------------------------- | -------------------- | -------------------- | -------------------- | -------------------- | -------------------- | -------------------- | -------------------- | -------------------- | -------------------- | -------------------- |
| 117                                                  | 114                  | 114                  | 115                  | 113                  | 113                  | 115                  | 115                  | 114                  | 111                  | 111                  |
| Fonts: Bidankoze i Institut d'Estadística de Navarra |                      |                      |                      |                      |                      |                      |                      |                      |                      |                      |

## Personatges il·lustres
- Justino Navarro Aizagar (1904-?) escultor
- Mariano Mendigatxa Ornat (1832-1918): agricultor, col·laborà amb Louis Lucien Bonaparte i amb Resurrección Maria de Azkue en estudis sobre el dialecte roncalès.
- Prudencio Hualde Mayo (1823-1879): Sacerdot, també col·laborà amb Louis Lucien Bonaparte en la traducció de l'Evangeli de Mateu al roncalès.